# Khaniótis
Khaniótis (Chaniotis) är en ort i Grekland.   Den ligger i prefekturen Chalkidike och regionen Mellersta Makedonien, i den nordöstra delen av landet, 220 km norr om huvudstaden Aten. Khaniótis ligger 9 meter över havet och antalet invånare är 893.
Terrängen runt Khaniótis är kuperad åt sydväst, men norrut är den platt. Havet är nära Khaniótis åt nordost. Runt Khaniótis är det ganska glesbefolkat, med 42 invånare per kvadratkilometer. Närmaste större samhälle är Kassandra, 15,2 km väster om Khaniótis. 